# Gino Latino

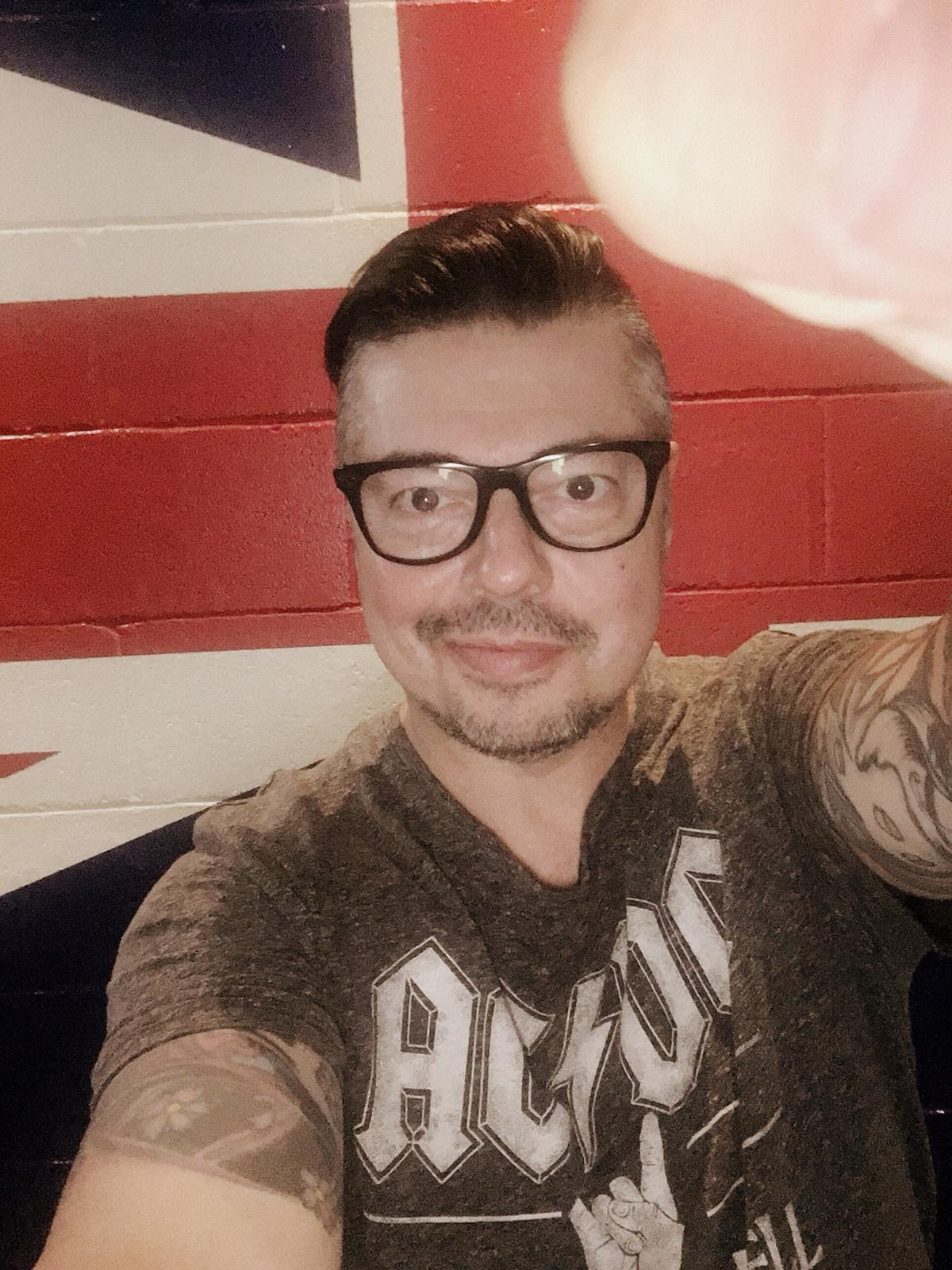
Gino Latino

Gino Latino, pseudonimo di Fabrizio Franchetti (Torino, 10 gennaio 1968), è un disc jockey italiano.

## Biografia

### Gli inizi
Nel 1983, all'età di 15 anni, diventa DJ resident in un locale storico di Torino, il Charming Club (ex Fire). In contemporanea alle sue prime serate si unisce ai ballerini di break dance di fronte all'ingresso del Teatro Regio, diventando campione regionale come breaker con lo pseudonimo di Floppy.
Nel 1985 inizia a far ascoltare i suoi mixaggi anche in altri locali di Torino e provincia fino a diventare DJ resident del Bric. Sempre nello stesso anno, grazie al DJ Roby Giordana entra a far parte della Time Records di Giacomo Maiolini producendo il suo primo singolo Don't Get Away con lo pseudonimo di Chester, registrato al Factory Sound Studio da Mauro Farina e Giuliano Crivellente. Pubblica anche il singolo Hold The Line.

Nel 1987 il progetto portato avanti con lo pseudonimo di Chester viene abbandonato per iniziare definitivamente la carriera come Gino Latino. Tra il 1987 e il 1988 pubblica due single mix: Yes - È l'amore e Yes - È l'amore Latino Beat. Nel 1989 esce sempre con etichetta Time Records il singolo No Sorry che riesce a conquistare la sesta posizione della UK Charts dove rimane per 5 settimane insieme al singolo Ride On Time al numero 1 dei Black Box. Nello stesso anno partecipa a Top of the Pops, storico programma della BBC e vince il premio Disco Mix Club (DMC) come artista emergente dell'anno grazie al singolo No Sorry. Sempre nel 1989 esce il suo primo album The Prince su etichetta Time Records.

### Anni novanta
A gennaio del 1990 partecipa come ospite alla trasmissione ricomincio da due condotta da Raffaella Carrà dove presenta in anteprima per la Rai il nuovo singolo I’ll House You etichetta Time Records
Nel 1991 collabora in una serie di live con il pianista Ivaldo Marceca: Gino si esibisce con la consolle mentre Ivaldo con il pianoforte. In seguito Ivaldo apre un locale a Torino (Hermitage Club) e Gino Latino diventa l'artista di punta insieme allo stesso Ivaldo Marceca fino al 1993, quando decide di lasciare l'attività. Nel 1994 dopo essere stato DeeJay resident dell'Arena di Asti  e dell'Onda Music Hall di Laigueglia, torna da Ivaldo Marceca dove diventa DJ resident dello Zoo Bar e del Barrumba di Torino. Sempre dall'idea di Ivaldo Marceca nasce il primo Chicobum Festival a Moncalieri e Gino Latino ne diviene sempre DJ resident. Nel 1995 il DeeJay inizia la sua collaborazione nel mondo del calcio professionistico occupandosi di creare e mixare playlist durante la preparazione atletica del Torino Calcio e Juventus FC, collaborazione che durerà fino al 2000, anno in cui entra a far parte come speaker del gruppo radiofonico GRP, dove ricopre il ruolo di speaker e responsabile musicale.

### Anni duemila
Nei primi anni duemila continua la sua attività di DJ e di produttore e aprendo live di gruppi come Muse, Skunk Anansie, Alice Cooper, Morcheeba, George Benson, Al Jarreau e molti altri.
Nel 2015: entra a far parte della Nazionale italiana cantanti; firma Dico no il brano remix di Squalo Iaco (Marco Iaconianni) di Radio 105
; inizia la collaborazione con il cantautore Luca Carboni.
Dal 31 dicembre 2015 al 16 dicembre 2016 partecipa al Pop-up Tour 2016 di Luca Carboni (per promuovere l'album Pop-up) aprendo i concerti con un Dj-set anni 80'. Il 7 aprile 2018 entra a far parte di London One Radio di Londra conducendo nel weekend un programma di classifiche e producendo Dj-set e mash-up. 
Dall'8 al 30 giugno 2018 partecipa insieme a Luca Carboni attraversando molte città italiane alla promozione del nuovo album Sputnik in librerie e centri commerciali attraverso il firmacopie, mixando 35 anni di musica dell'artista (comprese le nuove tracce dell'album). Dal 10 ottobre 2018 al 9 ottobre 2019 partecipa al Sputnik Tour 2018-2019 di Luca Carboni (per promuovere l'album Sputnik) aprendo i concerti con lo SputnikDjControl, un Dj-set con personali RMX e MashUp e alcune tracce dell'album Forever (di Luca Carboni, 1985). Inoltre nel corso dei concerti sale sul palco insieme alla band per i Bis, remixando le canzoni Mare mare e Una grande festa. Il 20 novembre 2018 partecipa sempre con Luca Carboni alla trasmissione Radio Italia Live in onda su Radio Italia TV.
Il 2020 si apre con una serie di djset tra Londra e l'Italia, fino ai primi di marzo 2020 quando la pandemia di COVID-19 ferma tutto, annullando tutte le date già programmate per la primavera-estate.
Il 23 Luglio 2021 pubblica il nuovo disco “ Go “ su etichetta Beat Sound Milano e distribuito da Artist First. L'artista al riguardo racconta:“ Erano anni che pensavo ad un disco che mi riportasse indietro nel tempo. Un tempo in cui facevo Break Dance davanti al teatro Regio di Torino, un tempo in cui nascevano Rapper che avrebbero fatto la storia, da Frankie hi-nrg mc a Neffa. Go è un viaggio nella memoria della Italo House degli ultimi anni 80 primi 90, un ricordo del mio passato che mi fece arrivare ai vertici delle classifiche inglesi con “ No Sorry “ insieme ai Black Box di Ride On time, precursori di quella che divenne la musica dance per eccellenza. Una tromba, una voce onirica che vuol essere una svolta verso la libertà, un viaggio per andare, finalmente, verso nuovi orizzonti di libertà!.“
2022-2023 È la voce di molti promo TV & Radio per Live Nation e Friends And Partners sia per la Rai che per le reti Mediaset, tra cui Claudio Baglioni, Fiorella Mannoia, Antonello Venditti & Francesco De Gregori, Elisa, Alessandra Amoroso, Samuele Bersani, Giusy Ferreri, Modà, Niccoló Fabi, Litfiba, Gianna Nannini, Pooh, Ligabue, Red Hot Chili Peppers, George Ezra, Artic Mokeys, Paolo Nutini, Ava Max, Ellie Goulding, Muse, Oliver Tree, 50 Cent, Travis Scott, Melanie Martinez, Jason Derulo e molti altri 
2024 Inizia a scrivere  per Crai TV Magazine, settimanale di informazione e cultura generale occupandosi della rubrica dedicata alla musica e spettacolo.
Nel 2025 da una sua idea, da vita ad un personaggio comico da lui stesso interpretato che si chiama ANZIANO TRAPPER. Un anziano che nonostante l’età continua a fare Rap e Trap riproponendo in chiave moderna i classici della musica anni 30/40/50/60. Con questo nuovo personaggio partecipa al Laboratorio del Cab41 a Torino condotto da BEPPE BRAIDA.

## Discografia
Singoli e album
- 1988 -  Yes - È L'Amore (Single Mix)
- 1989 - No Sorry (Single Mix)
- 1989 - The Teacher Of The House Music (Single Mix)
- 1989 - È L'amore - Yes – Latino Beat (Single Mix Medley)
- 1989 - The Prince (Vinyl, LP, Album)

Remix Productions
- 2014 - L'unica (dei Perturbazione) (Gino Latino ShowBit RMX)
- 2014 - Un'altra vita (di Filippo Graziani) (Gino Latino ShowBit RMX)
- 2014 - Club 27 (di Steven Patrick Morrissey) (Gino Latino Showbit Radio Edit Vocal)
- 2015 - Lips Aroma' (dei Lips'Aroma) (Gino Latino Showbit RMX radio edit)
- 2015 - Mary Jane (di Il Cile) (Gino Latino Showbit RMX)
- 2016 - Happy (di Luca Carboni) (Gino Latino & LukeAT RMX)
- 2016 - Milano (di Luca Carboni) (Gino Latino & LukeAT RMX)
- 2016 - Il mio cuore fa ciock (di Squalo Iaco & Luca Carboni) (Gino Latino RMX)
- 2016 - Due giganti (di Alessio Bernabei) (Gino Latino & LukeAT RMX)
- 2016 - Dico no (di Squalo Iaco) (Gino Latino RMX)